# Comité Paralímpico Argentino
El Comité Paralímpico Argentino (COPAR) es la entidad confederativa que organiza y promueve los deportes paralímpicos y eventos relacionados con el movimiento paralímpico en Argentina. Fue establecido en el año 2004. En 2023 estaba integrado por veintiún asociaciones deportivas paralímpicas.

## Miembros
- Asociación Argentina de Remeros Aficionados
- Asociación Argentina de Tenis Adaptado
- Asociación Paravoleibol Argentina
- Confederación Argentina de Handball
- Confederación Argentina de Taekwondo
- Federación Argentina de Básquetbol Adaptado
- Federación Argentina de Canoas
- Federación Argentina de Ciclismo de Pista y Ruta
- Federación Argentina de Deportes Disminuidos Mentales
- Federación Argentina de Deportes para Ciegos
- Federación Argentina de Deportes Parálisis Cerebral
- Federación Argentina de Deportes sobre Silla de Ruedas
- Federación Argentina de Ski y Andinismo
- Federación Argentina de Tenis de Mesa Adaptado
- Federación Argentina de Tiro
- Federación Argentina de Tiro con Arco
- Federación Argentina de Triatlón
- Federación Argentina de Yachting
- Federación Ecuestre Argentina
- Fundación Powerchair Football Argentina
- Fundación Rugby Amistad

## Eventos nacionales
- Día Paralímpico: el COPAR organiza anualmente desde 2014 el Día Paralímpico, que constituye el evento deportivo adaptado más importante de la Argentina, en el que se realizan exhibiciones de diversos deportes paralímpicos, con entrada libre y gratuita.[2]

## Eventos internacionales
El COPAR representa y coordina la participación de los deportistas argentinos en los máximos torneos paralímpicos:
- Juegos Paralímpicos
- Juegos Parapanamericanos
- Juegos Parasuramericanos
- Juegos Argentinos de Alto Rendimiento